# Eva Fernández (actriz)
Eva María Fernández (Orense, 1973) es una actriz Española de teatro, cine y televisión.
Ha participado en series de la TVG como Pratos combinados o Mareas vivas, así como en otras películas.

## Películas
- La lengua de las mariposas (1999), de José Luis Cuerda.
- Lena (2001), de Gonzalo Tapia. Como Cindy.
- Ilegal (2003), de Ignacio Vilar. Como Isabel.
- Cuñados (2021), de Toño López. Como Mati Padrón.
- +Cuñados (2024), de Luis Avilés. Como Mati Padrón.

## Televisión
- Pratos combinados (1995-2000, TVG) como Rosalía Pereira Santos.
- El Súper (Telecinco) como Paqui.
- Mareas vivas (2000-2002, TVG) como Rosa.
- As leis de Celavella (2003, TVG) como Matilde.
- Padre Casares (2008, TVG) como Maite.
- Luci (2014, TVG) como Sole.
- Vidago Palace  (2017, TVG). Como Xenoveva.
- El ministerio del tiempo (2017). TVE.
- Fariña (2018, Antena 3) como Esther Lago.
- Néboa (2020). Como Mara. La Primera de TVE.
- Auga Seca (2020). Como Irene. TVG - RTP
- Rapa (2022). Como Dubra. Movistar+

## Premios y nominaciones

### Premios Mestre Mateo
| Año  | Categoría                                  | Serie                | Resultado |
| ---- | ------------------------------------------ | -------------------- | --------- |
| 2003 | Mejor interpretación femenina protagonista | As leis de Celavella | Ganadora  |